# Левычинский сельсовет
Левычинский сельсовет — упразднённая административно-территориальная единица, существовавшая на территории Московской губернии и Московской области до 1958 года.
Левычинский сельсовет был образован в первые годы советской власти. По данным 1919 года он входил в состав Ашитковской волости Бронницкого уезда Московской губернии.
По данным 1926 года в состав сельсовета входили деревня Левычино, лесная сторожка и школа Кустарь.
В 1929 году Левычинский с/с был отнесён к Ашитковскому району Коломенского округа Московской области.
31 августа 1930 года Ашитковский район был переименован в Виноградовский.
17 июля 1939 года к Левычинскому с/с был присоединён Новосёловский с/с (селение Новосёлово).
15 февраля 1952 года селение Новосёлово было передано из Левычинского с/с в Силинский с/с.
7 декабря 1957 года Виноградовский район был упразднён и Левычинский с/с вошёл в состав Воскресенского района.
27 августа 1958 года Левычинский с/с был упразднён. При этом его территория была объединена с Дворниковским с/с в новый Знаменский с/с.